# Atlético Logroño
El Atlético Logroño era un equipo español de fútbol sala fundado en 2005. Jugó en la División de Plata de la LNFS. Desapareció al año siguiente. Su equipo filial militaba en Primera Nacional B.

## Plantilla 2007/2008
|    | Nac.   | Nombre                          | Sobrenombre | Ruolo   |
| -- | ------ | ------------------------------- | ----------- | ------- |
| 1  | España | Ignacio Antonio Gómez Francia   | NACHO       | Portero |
| 13 | España | Francisco Javier González Sesma | JAVI        | Portero |
| 3  | España | Carlos Ferreiro Cabello         | FERREIRO    | Cierre  |
| 5  | España | Alberto Mangado Macua           | ALBERTO     | Cierre  |
| 4  | Brasil | Renato Braga Sacco              | RENATO      | Cierre  |
| 2  | España | Joaquín Fonseca Padilla         | FONSECA     | Ala     |
| 6  | Brasil | Bruno Ribeiro da Silva Cunha    | BRUNO       | Cierre  |
| 8  | España | Alejandro Malanda Cuesta        | ALEX        | Ala     |
| 9  | España | Miguel Mendoza Martínez         | FERRA       | Ala     |
| 14 | España | Ricardo Sada Arriaga            | RITZI       | Ala     |
| 16 | España | Luis Martínez Somalo            | LUISMA      | Ala     |
| 7  | España | Rubén González Rasines          | MONTXI      | Ala     |
| 10 | Brasil | Williams Oliveira do Nascimento | VASSOURA    | Pívot   |
| 11 | España | Iñaki Udi Algarra               | IÑAKI       | Pívot   |

Entrenador:      Ramon Navarro
2º Entrenador      Francisco J. Rivillas Soria
Delegado        Ismael Perez San Juan
2º Delegado          Eugenio Pinilla Soria

## Palmarés
- Primera Nacional "A" 2006/2007